# Krzywe (Krasne)
Krzywe – część wsi Krasne w Polsce, położona w województwie lubelskim, w powiecie lubartowskim, w gminie Uścimów.
W latach 1975–1998 Krzywe należało administracyjnie do województwa lubelskiego.